# Charles "Haywire" Patoshik

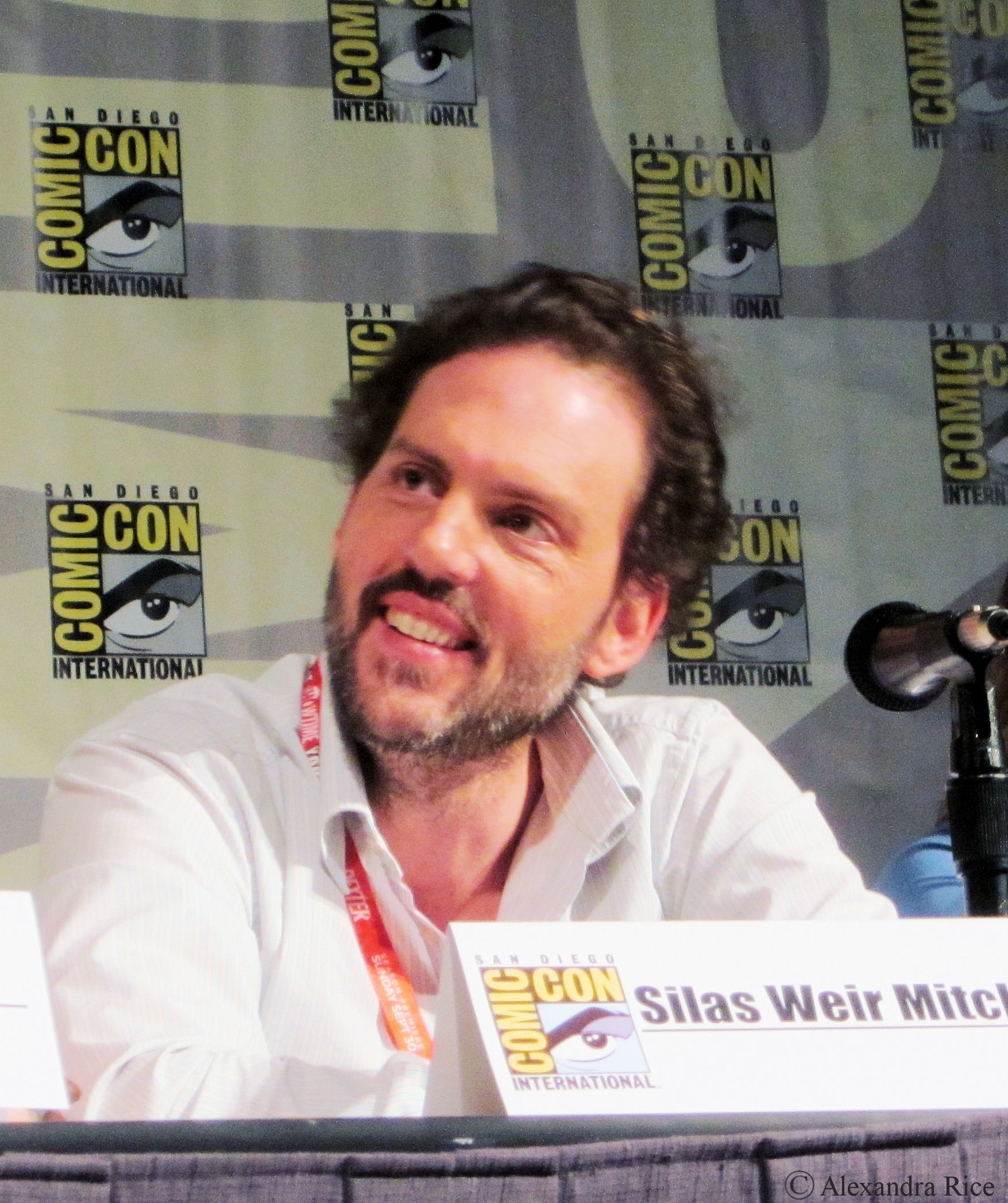
Silas Weir Mitchell en 2012

Charles "Haywire" Patoshik es un personaje de ficción de la serie de televisión estadounidense de FOX, Prison Break interpretado por el actor Silas Weir Mitchell, que ha participado en otras series como loco, como en Me llamo Earl.
Patoshik posee un doctorado en matemáticas por la Universidad de Harvard y ganó cuatro premios de "Matemático del año". Empezó a mostrar signos de enfermedad mental durante sus intensos estudios. Sus padres le pegaban (tal como se sugiere posteriormente en el episodio "Chicago" de la segunda temporada). Por eso los mató con una escopeta, siendo encarcelado en la Penitenciaría Estatal Fox River. Según los archivos del FBI, Patoshik tiene también temor a la multitud.
En Fox River cumple una condena de 60 años por asesinato en segundo grado.

## Apariciones
Aparece en la serie en el tercer episodio "Cell Test" como prisionero internado en el manicomio de la penitenciaría de Fox River. Luego no vuelve a aparecer hasta los decimoséptimo y decimoctavo episodios ("J-Cat" y "Bluff" respectivamente. Reaparece otra vez en los dos últimos episodios de la primera temporada para convertirse en uno de "los ocho de Fox River". En la segunda temporada y tras escapar de prisión, ha sido el fugado que menos ha salido en la serie, ya que tardó casi ocho capítulos en aparecer. Apareció en cuatro episodios (sin contar con flashbacks ni ver su foto en los carteles de "Se Busca"), muriendo en el decimosexto, "Chicago". Fue el tercero de "los ocho de Fox River" en caer.

## Primera temporada
Cuando los médicos creían que ya estaba adaptado para estar con gente, le trasladan del manicomio como compañero de celda de Michael Scofield (interpretado por Wentworth Miller). Esto empieza a complicar los planes de fuga de Scofield ya que no puede excavar el túnel por la noche debido a una lesión neurótica de Haywire que hace que no pueda dormir. 
Al mismo tiempo, Haywire comienza a obsesionarse con los tatuajes de Scofield dándose cuenta de que escondían el mapa de la prisión. Michael simula una agresión por parte de Haywire, golpeándose la cabeza, y consigue que lo transfieran de nuevo al pabellón psiquiátrico. Varios episodios después, Michael va en busca de la ayuda de Haywire para que le redibuje parte el tatuaje que perdió por una quemadura en su espalda.
Finalmente, Michael se ve obligado a incluirle en el grupo de fuga cuando Haywire descubre los planes y les chantajea para que lo lleven. Tras saltar los muros, el resto de los presos le engañan fingiendo haber perdido las llaves de la furgoneta para la huida. Le hacen bajar diciéndole que están en un cubo de basura y luego arrancan dejándole atrás. Hayware roba la bicicleta de una niña y un casco de fútbol americano de una casa cercana y es visto por última vez montando la bicicleta calle abajo con los brazos abiertos.

## Segunda temporada
Días después de la fuga, Haywire reaparece en Cedar Grove (Wisconsin). Entra a un McDonald's, donde se da un atracón de helado y soda, y es encontrado por unos empleados adolescentes que se asustan y gritan cuando lo ven. Escapa a los suburbios y entra en casa de una señora ciega que lo confunde y cree que es su hijo "Billy" que se fue de casa para casarse. Después de conseguise ropa, Haywire ve un cuadro de un paisaje con molinos. Se queda cautivado y le pregunta a la señora dónde es eso. Ella, agarrándole la mano, le responde que Holanda, donde creció. Se da cuenta de que no es su hijo y coge el teléfono para llamar a la policía. Haywire escapa sin hacer daño a la mujer, no sin antes arrancar el cuadro del paisaje holandés.
Posteriormente es visto en una tienda de deportes robando un mapa y otros accesorios. Cuando se da cuenta de que el propietario cojea y no podrá alcanzarlo, huye con la mercancía. El perro de este sale tras él y lo alcanza. Está a punto de matar al perro pero consigue calmarlo con comida. Más tarde, Haywire y el perro se encuentran en la orilla del lago Míchigan donde empieza a construir una balsa con palos de madera para llegar a Holanda.
Días después, mientras rebusca en la basura algo de comida, se le aproximan dos adolescentes, Sasha y Matt, que le piden que les compre unas cervezas. Haywire accede si a cambio puede compar algo para su perro. Ellos acceden e incluso le dicen que se compre una cerveza para él mismo, pero declina la invitación ya que su padre bebía. Después de comprarles las cervezas, los jóvenes le preguntan que para qué quiere las maderas. Les dice que son para su balsa y que si quieren verla. Mientras les enseña el mapa de como llegar a Holanda (el cuadro que había robado) se da cuenta de que Sasha presenta cardenales en sus brazos. Ella le cuenta que su padre también bebe. Por la noche, Matt deja a Sasha en su casa, la cual vigila Haywire. Al darse cuenta de que el abusivo padrastro de Sasha se prepara para pegar a la chica, Haywire irrumpe en la casa y lo golpea hasta matarle.
Tras esto, se iría a su escondite, pero Brad Bellick (interpretado por Wade Williams), que ha sido reclutado por el agente del FBI, Alexander Mahone (interpretado por William Fichtner), le da caza y lo acorrala en lo alto del molino de una planta industrial. Mahone sube también a lo alto del molino y lo convence para que se suicide tirándose desde lo alto. Mahone había sido presionado por el agente Bill Kim (interpretado por Reggie Lee), para matar a Haywire, pero el dudó en hacerlo debido a su enfermedad mental.
La última imagen de Charles "Haywire" Patoshik fue tumbado en el suelo sangrando por la boca mientras miraba al cuadro de Holanda.

## Tercera temporada
Estando en la prisión de Sona, el agente Mahone, padeciendo síndrome de abstinencia comienza a ver a Patoshik por la cárcel, quien le susurra al oído y le incita a desconfiar de Michael. Tan sólo son alucinaciones, el personaje sigue muerto.